# Wim Claes
Wim Claes (29 de junio de 1961 – 24 de febrero de 2018) fue un compositor, arreglista y productor musical belga. Como compositor, fue conocido por su canción "Like The Wind", que participó por Bélgica en el Festival de Eurovisión de 1999, interpretada por Vanessa Chinitor. También fue miembro del grupo de Eurodance DJ Peter Project.
"Like the Wind", que acabó en la posición número 12 en el Eurovisión y que llegó al número tres en la listas belgas, se tradujo en inglés, de acuerdo con las nuevas reglas introducidas ese año. Otras canciones exitosas coescritas por Claes incluyen "Oui oh oui" y "Lilali", ambas cantadas por Kim Kay, que alcanzaron el puesto número 15 y el número 4 respectivamente en las listas belgas.